# 许唯临
许唯临（1963年10月—），吉林省吉林市人，生于山东省即墨区，汉族，中国民主促进会会员。中华人民共和国水力学家、政治人物，中国工程院院士。第十三届全国人民代表大会四川地区代表。

## 生平
1984年7月，本科毕业于成都科技大学水利系。1987年6月，获得成都科技大学硕士学位。硕士毕业后到解放军后勤工程学院任教，期间在职攻读成都科技大学博士研究生，并于1991年12月获得博士学位。
1993年9月，回到母校成都科技大学任教，期间历经成都科技大学与四川大学合并为四川联合大学，四川联合大学更名为四川大学等事件。2006年3月，任四川大学水力学与山区河流开发保护国家重点实验室主任。2009年7月，任四川大学校长助理。2010年9月，任四川大学研究生院院长。
2014年1月，升任四川大学副校长。2018年2月24日，当选为第十三届全国人大代表。2019年8月，升任四川大学常务副校长。2022年9月，当选中国民主促进会四川省第九届委员会主任委员。
2023年1月14日，当选四川省政协副主席。

## 荣誉
2004年，获得“国家杰出青年科学基金”资助。
2021年，当选中国工程院院士。